# ジュビリー・タイム!
グランド・ショー『ジュビリー・タイム!』は宝塚歌劇団によって制作された舞台。星組公演。宝塚・東京は20場。作・演出は酒井澄夫。併演作品は『紫子』。

## 公演期間と公演場所
- 1987年1月1日 - 2月11日　宝塚大劇場[1]
- 1987年4月3日 - 4月29日　東京宝塚劇場[2]
- 1987年9月5日 - 9月27日　地方公演[3]（9月5日・一宮、6日・瀬戸、8日・市川、9日・町田、11日・知多、12日・豊田、13日・多治見、15日・甲府、17日・日立、18日・水戸、19日・習志野、20日・伊勢崎、22日・浦和、23日・宇都宮、25日・大館、26日・秋田、27日・湯沢）

## スタッフ （宝塚・東京）
※氏名の後ろに「宝塚」「東京」の文字がなければ両劇場共通。
- 作曲・編曲：寺田瀧雄・中元清純・西村耕次
- 編曲：小高根凡平・鞍富真一
- 音楽指揮：橋本和明（宝塚）、北沢達雄（東京）
- 振付：朱里みさを・トニー・スティーブンス
- 装置：石浜日出雄・関谷敏昭
- 衣装：静間潮太郎
- 照明：今井直次
- 小道具：万波一重
- 効果：川ノ上智洋
- 音響監督：松永浩志
- 演出助手：中村暁・石田昌也・谷正純
- 振付助手：藍えりな
- 制作：橋本雅夫
- 製作担当：横山善次（東京）

## 配役　（宝塚・東京）
宝塚
- 音楽家、ジャズの男、歌手、スター、ジュビリーの男S - 峰さを理
- ミューズS、歌手、ラテンの女、クィーン、ジュビリー女S - 南風まい
- 歌手、ラテンの男S、デビルエンジェル、ジュビリー男S - 日向薫
- 歌手、ラテンの男S、ジュビリー男 - 紫苑ゆう
- ダンサーS、ゴールドバスターS - 但馬久美
- 老人 - 葉山三千子
- ダンサー - 萬あきら
- コンダクター、ラテンダンサー女 - あづみれいか
- ジャズの女 - ありす未来
- ミューズ、歌手 - 洲悠花・花愛望都
- ダンサー女S、コンダクター - 三城礼
- コンダクター - 燁明・麻路さき
- ミューズ、歌手女 - 毬藻えり
- ミューズ、ジャズの女、少女 - 綾瀬るり
- ジャズの女 - 出雲綾・麻丘奈里

東京の変更点
- ジュビリーの女S - 南風まい

## 主な楽曲
- ジュビリー・タイム
- 音楽家と妖精達
- 星を求めて（作詞：酒井澄夫 作曲：寺田瀧雄）